# Јагодинска нахија
Јагодинска нахија је била једна од 12 нахија на које је подељена Кнежевина Србија првом административном поделом из 1819. године. Ова нахија је престала да постоји административном поделом из 1834. године када је територија Кнежевине Србије подељена на 5 сердарстава.

## Административна подела
Седиште нахије је била варош Јагодина, а нахија је обухватала око 140 насељених места (укључујући и варош Јагодину). Нахијом је управљао нахијски кнез као представник врховне власти. Први кнез Јагодинске нахије је био Милета Радојковић.
Јагодинска нахија је обухватала део територије Кнежевине Србије који се са севера и запада граничио са Ћупријском и Крагујевачком нахијом, са истока Великом Моравом, а са југа Лесковачким пашалуком. Јагодинска нахија је обухватала сва поморавска села и део западне стране Србије, до Крагујевачке нахије. Била је подељена на две кнежине: Темнићанску и Левачку.
Кнежине су се даље делиле на општине. Постојале су варошке и сеоске оштине. Једина варошка општина је била Јагодина на чијем челу је био варошки кнез и варошки кметови. Познати варошки кнежеви су Михаило Јовановић-Кујунџић кога је на месту кнеза 1. новембра 1821. године заменио Аранђел Милосављевић. Остали варошки кнежеви нису познати. Тачан број и организација сеоских општина Јагодинске нахије није позната. Зна се да су на челу сеоских општина били сеоски кнезови и сеоски кметови. Надлежност сеоских кнезова се углавном сводила на скупљање пореза а сеоски кметови су имали већа овлашћења (ситнији преступи, одржавање реда и сл.).

## Становништво
Тачан број становника није познат. Разлог томе је што су се сви пописи становништва вршили за потребе прикупљања пореза и у њих су уписивани ожењени мушкарци, мушкарци од 7 до 70 година (харачка лица) и постојеће куће. Жена у овим списковима нема.
Становништво нахије је према попису из 1820. године живело у 143 насељена места, од којих је само Јагодина била варош а сва остала су била села. Према попису из 1829. године број насеља се повећао на 145. У највећем броју села је било до 50 кућа. Између 50 и 100 кућа је било у 22 села, док је само 7 села било са преко 100 кућа.
Први попис из 1815. године је намерно умањен да би Кнежевина Србија плаћала мањи порез Турцима. Према овом попису број мушкараца од 7 до 70 година је у Јагодинској нахији износио 4.210.
Према попису из 1818. године број домова је износио 4.683, а харачких лица 10.824. Следеће, 1819. године је рађен нов попис и у Јагодинској нахији је било 4.764 домова и 10.529 харачких лица. Према попису из 1819. године број ожењених лица је био 5.811.
Према попису из 1822. године број домова у Јагодинској нахији је износио 5.065, а харачких лица 13.233, док је према попису из 1829. године број домова износио 5.932, а харачких лица 16.136.

## Значајни објекти
Један од значајнијих објеката у Јагодинској нахији је била мензулана (мезулхана) која је у ствари једна од 3 поштанске станице које су се налазиле на главном Цариградском друму на територији Смедеревског санџака. У овој поштанској станици путујући поштоноше су могли да замене коње које су јахали.
Пошто је била погранична нахија у Јагодини је постојала царинарница (ћумурук). Царина је наплаћивана према тарифи коју је 1828. године одредио Суд општенародни српски.
На простору Јагодинске нахије постојала су два Кнежева конака — у Јагодини и у Рековцу. Конак у Јагодини је највероватније подигнут 1819. године. Конак у Рековцу је вероватно био мања зграда за успутно задржавање Кнеза на путу од Крагујевца према Јагодини.
У Јагодинској нахији су на Морави постојале 3 скеле. Ове скеле су уједно биле и гранични прелази према Османском царству, пошто је Јагодинска нахија била погранична. Скеле су се налазиле код Обрежа, Јасике и Варварина, а у закуп их је од 1826. године издавао Кнез Милош Обреновић. Скелом у Обрежу је управљао Милета Радојковић а скелама у Јасици и Варварину Милосав Браљинац. Најпрометнија је била скела у Обрежу, затим следи скела у Јасици, а најмање прометна је била она у Варварину.

## Судство
Од 1815. године судску власт у варошима су и даље задржали турски правосудни органи — муселими и кадије, али уз присуство српских старешина. У селима су власт имали српске старешине — сеоски кметови и кнезови. Од 1820. године спорове између Срба су решавали искључиво српски правосудни органи и тада је основан Суд обшченародни сербски са седиштем у Крагујевцу. У новембру 1823. године Јагодинска нахија је добила свој суд, који је назван магистрат.
Указом су прве судије магистрата у Јагодини постали Аранђел Милосављевић и Радован Јабланац. Зграда суда се прво налазила у склопу школе, да би у јуну 1825. године почела да се гради нова зграда која је завршена 1826. године.